# М. Балайя
Маннава Балайя (телугу మన్నవ బాలయ్య; 9 апреля 1930, Чавападу, Британская Индия — 9 апреля 2022, Хайдарабад) — индийский актёр, сценарист, кинорежиссёр
 и кинопродюсер, работавший в индустрии кино на телугу. Лауреат премии «Нанди».

## Биография
Родился 9 апреля 1930 года в Чавупаду, округ Гунтур, в семье Маннавы Гуравая Чоудри и Аннапурнаммы. Получил степень бакалавра в области инженерии в Инженерном колледже Гуинди в Мадрасе. В колледже Балайя принимал участие в студенческих постановках.
Дебютировал в кино в фильме Ettuku Pai Ettu (1958) режиссёра Тапи Чанакья. Закрепился в индустрии благодаря своим работам в таких фильмах, как Parvathi Kalyanam (1958) и Bhagya Devata (1959). А роль в Kumkuma Rekha (1960) принесла ему множество похвал. Он работал с такими звёздами своего времени как АНР и НТР в Lakshmi Kataksham (1970), Bobbili Yuddham и Vivaha Bandham (1964).
В 1970 году он основал компанию Amrutha Films, в рамках которой спродюсировал по собственным сценариям такие фильмы, как Chelleli Kapuram (1971), Neramu Siksha (1973), Chuttalunnaru Jagratha (1980) и Pasupu Thadu (1986). Chelleli Kapuram завоевал первую премию «Нанди» за лучший фильм года. А Oorukichina Maata (1981) принес ему премию за лучший сюжет и третью премию за лучший фильм.
Он оставался важной частью индустрии в 1970-х и 1980-х годах, снявшись в таких фильмах, как Alluri Seetarama Raju (1974), Bhakta Kannappa (1976) и Tandra Paparayudu (1986). Балайя также сыграл ключевую роль в мифологической драме 1977 года Kurukshetram. Его известные фильмы 1990-х годов включают культовый политический триллер Рама Гопала Вармы Gaayam (1993), фантастическую комедию Yamaleela (1994) и романтическую драму Pelli Sandadi (1997). Последний раз Балайя появился на экране в фильме Ramachari, сыграв главного министра штата. 
Как режиссёр Балайя снял три фильма: Nijam Chebite Nerama? (1983), Pasupu Tadu (1986) и Police Alludu (1994). В 2012 году его вклад в кинематограф был отмечен премией имени Рагхупати Венкайи.
Актёр скончался 9 апреля 2022 года в своем доме в Хайдарабаде в возрасте 92 лет.